# Silvretta
Die Silvretta ist eine Gebirgsgruppe in den zentralen Ostalpen. Anteil haben Österreich mit den Bundesländern Tirol und Vorarlberg und die Schweiz mit dem Kanton Graubünden. Auf dem Gipfel der Dreiländerspitze stoßen die Gebiete von Tirol, Vorarlberg und Graubünden zusammen. In der Silvretta liegen viele Berggipfel mit einer Höhe von mehr als 3000 Metern (Dreitausender). Vor allem auf der Nordseite in Österreich sowie in der Schweiz nördlich des Flüelapasses gibt es eine Vielzahl größerer und kleinerer Gletscher. Deshalb wird das Gebiet auch „Die Blaue Silvretta“ genannt.
Die Silvretta ist zweigeteilt: der größere Teil und der höchste Gipfel, der Piz Linard, befinden sich in der Schweiz, Teile dieser Seite gelten als unerschlossen. Der österreichische Anteil der Silvretta dagegen weist die größere Vergletscherung und fast alle bewirtschafteten Alpenvereinshütten auf und ist daher bei Bergsteigern und Touristen bekannter.

## Benachbarte Gebirgsgruppen
Die Silvretta grenzt an die folgenden anderen Gebirgsgruppen der Alpen:
- Rätikon (im Nordwesten)
- Verwallgruppe (im Norden)
- Samnaungruppe (im Osten)
- Sesvennagruppe (im Süden)
- Albula-Alpen (im Südwesten)
- Plessur-Alpen (im Westen)

## Umgrenzung
Im Süden bildet der Inn im Unterengadin die Grenze von Ramosch bis Susch. Von dort geht die Grenze im Südwesten über das Val Susasca zum Flüelapass und das Flüelatal abwärts bis Davos. Die Grenze im Westen verläuft von Davos über den Davosersee bis zum Wolfgangpass und über den Lareter Bach nach Klosters Platz. Entlang der Landquart geht es nach Klosters Dorf. Von dort verläuft die Grenze entlang des Schlappiner Bachs hinauf zum Schlappiner Joch.
Von diesem Joch geht die Grenze abwärts im Verlauf des Gargellentals entlang des Valzifenzer Bachs und des Suggadins bis zur Einmündung in die Ill bei St. Gallenkirch. Im Norden verläuft die Grenze im Montafon von St. Gallenkirch über Gaschurn und Partenen zum Zeinisjoch. Vom Zeinisjoch geht es abwärts durch das Paznaun nach Galtür und entlang der Trisanna bis Ischgl. Im Osten verläuft die Grenze von Ischgl entlang des Fimberbachs aufwärts bis zum Fimberpass und entlang des Val Chöglias und des Val Sinestra bis zur Einmündung des Branclabachs in den Inn.
Das Zeinisjoch verbindet die Silvretta mit dem Verwall. Der Fimberpass stellt die Verbindung zur Samnaungruppe her. Der Flüelapass und der Wolfgangpass bei Davos verbinden die Silvretta mit den Plessuralpen. Das Schlappiner Joch stellt die Verbindung mit dem Rätikon her.
Eine international anerkannte Einteilung der Alpen in Untergruppen ist nach wie vor nicht vorhanden. Die hier beschriebene Umgrenzung der Silvretta wie auch die Definition der Silvretta als eigenständige Untergruppe der Alpen entspricht der Sichtweise der Alpinisten und Touristen aus dem deutschsprachigen Raum (ohne die Schweiz), wie sie sich im Verlauf von vielen Jahrzehnten herausgebildet hat. In anderen Staaten des Alpenraums oder außerhalb sowie bei anderen Interessengruppen sind teilweise andere Einteilungen der Alpen und Umgrenzungen von Untergruppen gebräuchlich.

## Untergruppen

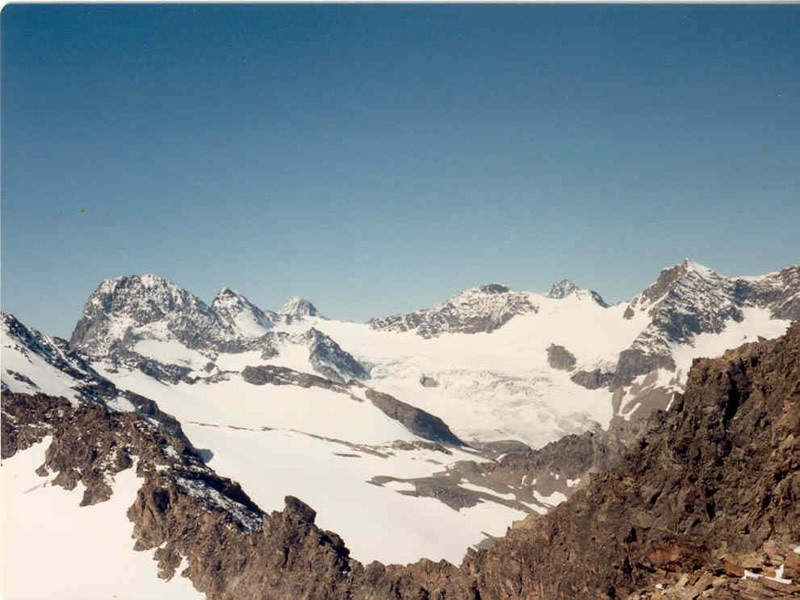
Die „Blaue Silvretta“: Weite Gletscherflächen umrahmt von dunklem Urgestein

Der Alpenvereinsführer Silvretta teilt die Gebirgsgruppe zunächst in die fünf Untergruppen Westsilvretta, Mittelsilvretta, Ostsilvretta, Nordsilvretta und Südsilvretta. Die Grenze zwischen der West- und Mittelsilvretta bildet die Rotfurka. Die Grenze zwischen der Mittel- und Ostsilvretta wird durch den Pass Futschöl gebildet. Die Grenze zwischen der Mittelsilvretta und der Nordsilvretta bildet die Bielerhöhe. Die Grenze zwischen der Mittelsilvretta und der Südsilvretta bildet das Verstanclator.

Die Westsilvretta wird in die folgenden Untergruppen weiter unterteilt:
- Heimspitz-Valisera-Gruppe
- Rotbühlspitzgruppe
- Garneragruppe
- Valgraggeskamm
- Hochmaderergruppe
- Litzner-Seehörner-Gruppe
- Fergengruppe

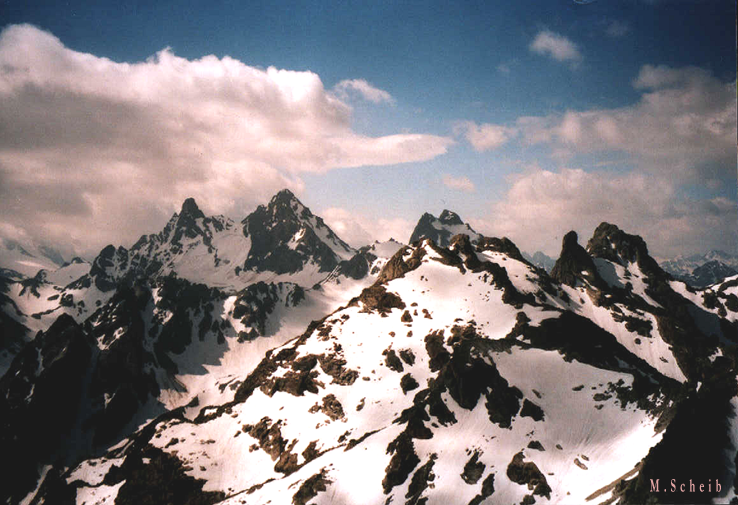
Valgrageskamm und Litzner-Seehörnergruppe

Die Mittelsilvretta wird in die folgenden Untergruppen weiter unterteilt:
- Gruppe des Silvrettahorns
- Buingruppe und Flianakamm
- Gruppe der Dreiländerspitze mit dem Cotschen
- Augstenberggruppe
- Vermuntkamm

Die Ostsilvretta wird in die folgenden Untergruppen weiter unterteilt:
- Fluchthorngruppe
- Jamtalkamm
- Larainkamm
- Tasnagruppe mit den südöstlichen Ausläufern

Die Nordsilvretta besteht nur aus einer Untergruppe:
- Vallülagruppe

Die Südsilvretta wird in die folgenden Untergruppen weiter unterteilt:
- Verstanclagruppe und Vereinakamm
- Vernelakamm
- Flessgruppe
- Flüelagruppe

## Gipfel

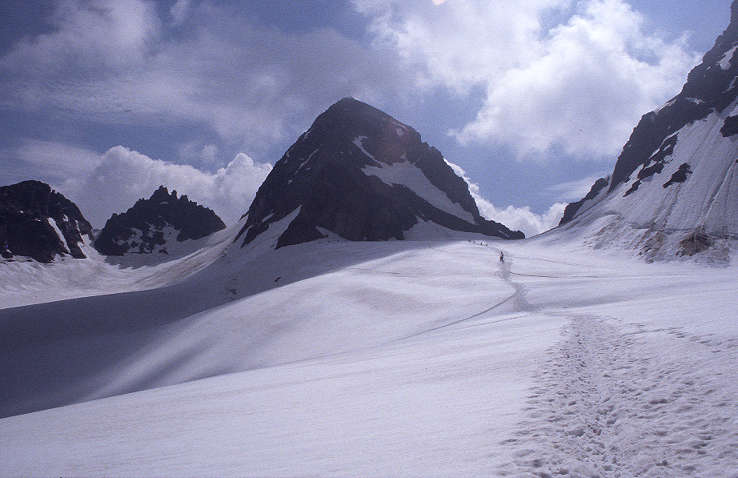
Der Piz Buin über dem Ochsentaler Gletscher

Die zehn höchsten Gipfel der Silvretta:
| Name                     | Land | Höhe   | Anmerkung                                |
| ------------------------ | ---- | ------ | ---------------------------------------- |
| Piz Linard               | CH   | 3410 m |                                          |
| Fluchthorn, Südgipfel    | CH/A | 3398 m | Am 11. Juni 2023 abgebrochen (Bergsturz) |
| Fluchthorn, Mittelgipfel | CH/A | 3397 m |                                          |
| Großer Piz Buin          | CH/A | 3312 m |                                          |
| Fluchthorn, Nordgipfel   | CH/A | 3309 m |                                          |
| Verstanclahorn           | CH   | 3297 m |                                          |
| Piz Fliana               | CH   | 3281 m |                                          |
| Kleiner Piz Buin         | CH/A | 3255 m |                                          |
| Silvrettahorn            | CH/A | 3244 m |                                          |
| Chapütschin              | CH   | 3232 m |                                          |

In der Silvretta gibt es über 300 benannte und mit Höhenkote versehene Gipfel. Zu den bekannteren gehören (geordnet nach der Höhe):
| Name             | Land | Höhe   |
| ---------------- | ---- | ------ |
| Augstenberg      | CH/A | 3230 m |
| Schneeglocke     | A    | 3223 m |
| Dreiländerspitze | CH/A | 3197 m |
| Piz Tasna        | CH   | 3178 m |
| Großes Seehorn   | CH/A | 3121 m |
| Großlitzner      | CH/A | 3109 m |
| Flüela Wisshorn  | CH   | 3085 m |
| Piz Murtera      | CH   | 3043 m |
| Pischahorn       | CH   | 2979 m |
| Hohes Rad        | A    | 2934 m |
| Vallüla          | A    | 2813 m |
| Bielerspitze     | A    | 2545 m |

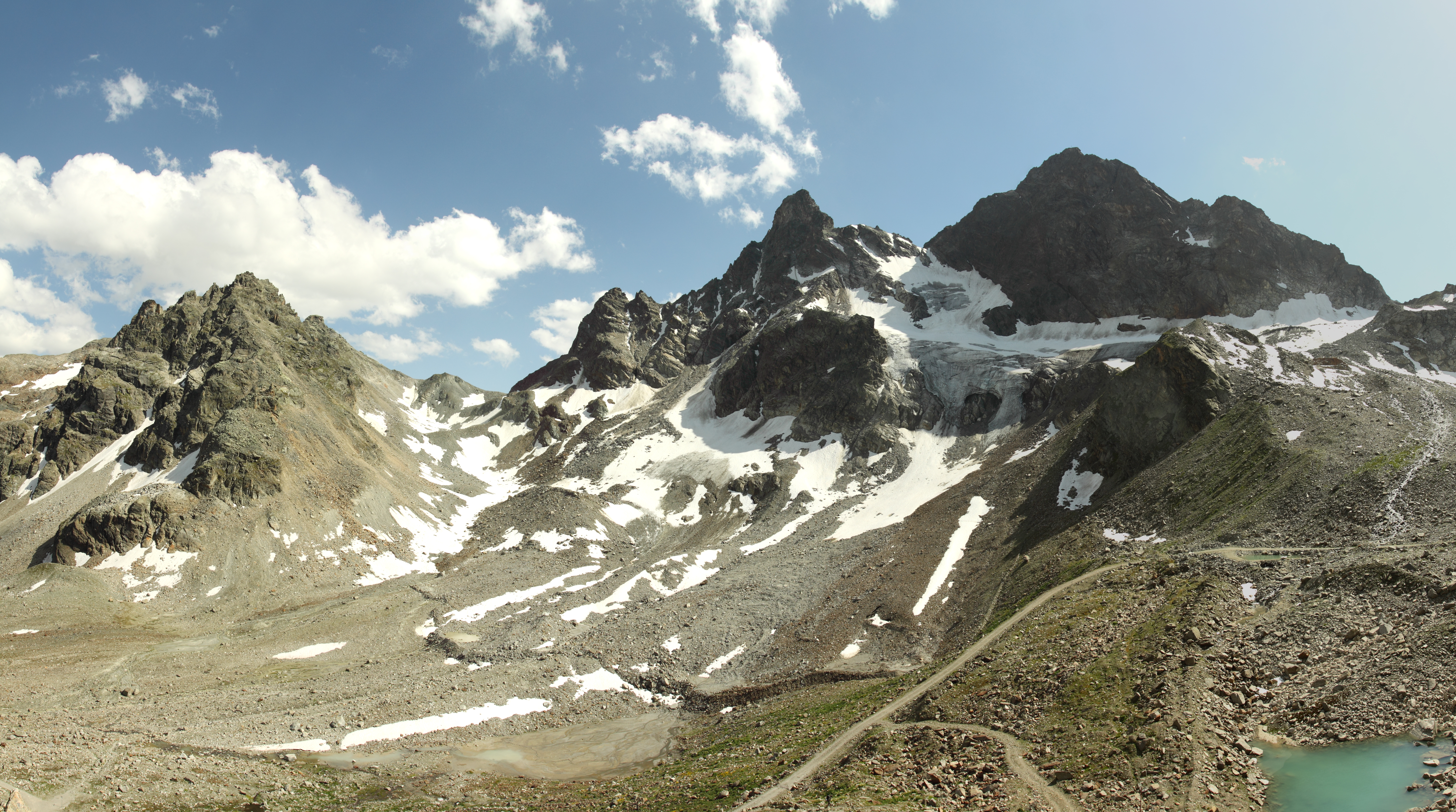
Litznergruppe mit Großem Seehorn, Litznergletscher und Großlitzner (rechts) und Glötterspitze (links)

Eine vollständige Liste aller Dreitausender in der Silvretta findet sich in der Liste der Dreitausender in der Silvretta.

## Schutzgebiete

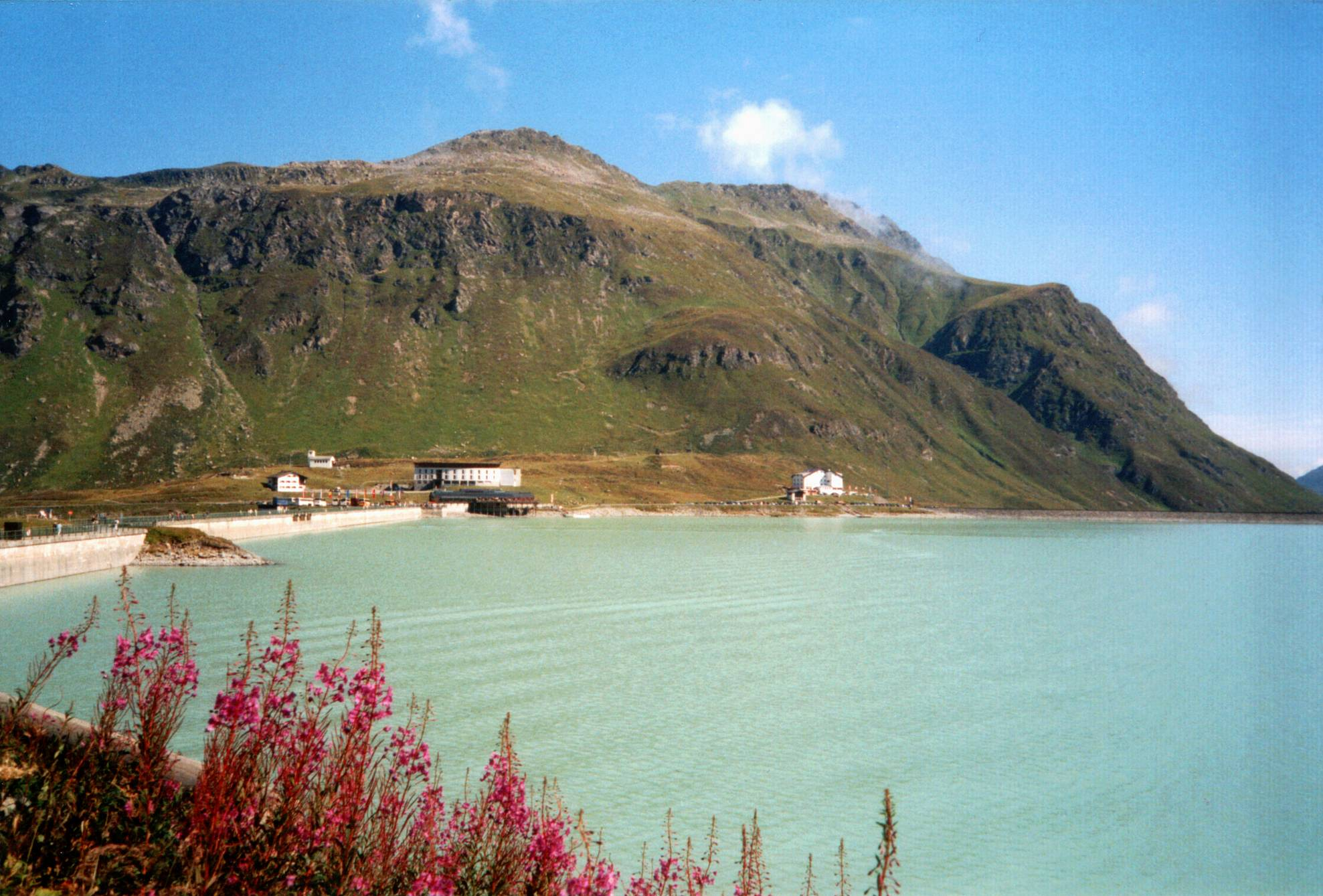
Silvretta-Stausee

Gemäß Artikel 5 des Bundesgesetzes über den Natur- und Heimatschutz führt die Schweiz ein Bundesinventar der Landschaften und Naturdenkmäler von nationaler Bedeutung.
In der Silvretta gibt es zurzeit zwei dieser Landschaften:
- Nr. 1909, Bezeichnung: Piz Arina, Jahr der Aufnahme in das Inventar: 1983, Größe: 4,936 ha, dieses Gebiet befindet sich nur zu einem kleinen Teil in der Silvretta, der größere Teil ist in der benachbarten Samnaungruppe.
- Nr. 1910, Bezeichnung: Silvretta-Vereina, Jahr der Aufnahme in das Inventar: 1983, Größe: 14,168 ha

## Tourismus

### Hütten
Im österreichischen Teil der Silvretta gibt es die folgenden Hütten des Deutschen und Österreichischen Alpenvereins:
- Jamtalhütte bei Galtür
- Madlenerhaus auf der Bielerhöhe
- Saarbrücker Hütte bei Partenen
- Tübinger Hütte bei Gaschurn
- Wiesbadener Hütte bei der Bielerhöhe
- Klostertaler Umwelthütte ist eine Selbstversorgerhütte im Klostertal/Silvretta

Eine Besonderheit stellt die Heidelberger Hütte bei Ischgl dar. Als einzige der Hütten des Deutschen und Österreichischen Alpenvereins überhaupt befindet sie sich auf Schweizer Boden. Der Talort der Hütte liegt jedoch in Österreich.
Im Schweizer Teil der Silvretta gibt es die folgenden Hütten des Schweizer Alpen-Clubs:
- Linardhütte bei Lavin
- Fergenhütte bei Klosters
- Seetalhütte bei Klosters
- Silvrettahütte bei Klosters
- Tuoihütte (Chamonna Tuoi) bei Guarda

Die Hütten sind meist zwischen Anfang Juli und Mitte September geöffnet. Einige Hütten haben offene oder mit besonderem Schlüssel zugängliche Winterräume. Es ist ratsam, sich bei den Alpenvereinen oder in den Talorten über den Zustand der Hütten sowie die Verpflegungsmöglichkeiten zu erkundigen.

### Fern-/Weitwanderwege
Die Via Alpina, ein grenzüberschreitender Weitwanderweg mit fünf Teilwegen durch die ganzen Alpen, verläuft auch durch die Silvretta.
Der Rote Weg der Via Alpina verläuft mit vier Etappen durch die Silvretta wie folgt:
- Etappe R63 verläuft von Gargellen zur Tübinger Hütte über das Vergaldner Joch.
- Etappe R64 verläuft von der Tübinger Hütte zum Madlenerhaus auf der Bielerhöhe über das Hochmadererjoch.
- Etappe R65 verläuft vom Madlenerhaus zur Jamtalhütte über die Getschnerscharte.
- Etappe R66 verläuft von der Jamtalhütte nach Scuol über den Futschölpass.